# Brandstads församling
Brandstads församling var en församling i Lunds stift och i Sjöbo kommun. Församlingen uppgick 2002 i Östra Kärrstorps församling.

## Administrativ historik
Församlingen har medeltida ursprung. 
Församlingen var 1 maj 1929 moderförsamling i pastoratet Brandstad och (Södra) Åsum för att därefter till 1962 vara annexförsamling i pastoratet Östra Kärrstorp och Brandstad. Från 1962 till 2002 var den annexförsamling i pastoratet Fränninge, Vollsjö och Brandstad som från 1974 även omfattade Öveds och Östra Kärrstorps församlingar. Församlingen uppgick 2002 i Östra Kärrstorps församling.

## Kyrkor
- Brandstads kyrka